# Barete
Barete là một đô thị thuộc tỉnh L'Aquila trong vùng Abruzzo Ý. Đô thị này có diện tích 24 km², dân số 633 người. Các làng trực thuộc: Tarignano, San Sabino, Basanello, Colli, Teora, Sant'Eusanio. Các đô thị giáp ranh gồm: Cagnano Amiterno, L'Aquila, Montereale, Pizzoli